# Аварії при бурінні свердловин
Аварією при бурінні свердловини вважають переривання технологічного процесу будівництва (буріння і випробування) свердловини, яке вимагає для його ліквідації проведення спеціальних робіт, не передбачених проектом.

## Загальний опис
Аварії стаються через несправності, залишення або падіння в свердловину елементів бурильних та обсадних колон, прихоплення, відкритого фонтанування, падіння в свердловину сторонніх предметів.
Переривання технологічного процесу будівництва свердловини при виконанні вимог технологічного процесу і правил ведення бурових робіт, які викликані явищами геологічного характеру, такі як поглинання, нафтогазопрояви, викиди, осипання, обвали, жолобні виробки, викривлення ствола, відкрите фонтанування та інші, а також тих, які виникли внаслідок стихійних явищ, відносяться до ускладнень при бурінні.
Досить поширеним явищем при бурінні свердловин буває провал інструменту. Це може бути обумовлено різними причинами. В тому числі, наявністю в надрах карстових пустот.

## Класифікація аварій
Аварії класифікуються на такі види:
- аварії з елементами бурильної колони;
- прихоплення бурильних і обсадних колон;
- аварії з долотами.
- аварії з обсадними колонами та її елементами;
- аварії через невдале цементування;
- аварії із вибійними двигунами;
- падіння в свердловину сторонніх предметів.

Залежно від масштабу наслідків аварії поділяються на дві категорії:
- Аварії І категорії — це події, що призвели до значного техногенного або екологічного збитку. До них належать: відкриті нафтові чи газові фонтани, вибухи та пожежі, які знищили резервуарні парки, компресорні чи насосні станції, а також вибухи на підприємствах нафтогазопереробки, що спричинили зупинку підприємства або окремих його цехів.
- Аварії ІІ категорії — менш масштабні, але все ж серйозні події: падіння бурових веж, морських основ, елементів талевої системи, вибухи на бурових, насосних та компресорних станціях, що призвели до тимчасового виведення обладнання з ладу, потреби в капітальному ремонті або заміні устаткування.

Розслідування аварій І та ІІ категорій проводяться за участю представників державних контролюючих органів, зокрема Держтехнагляду, та оформлюються в розширених актах з додатками схем, фотографій, аналізу пошкодженого обладнання тощо.

### Опис окремих різновидів аварій
До аварій із елементами бурильної колони належить залишення в свердловині колони бурильних труб або елементів компонування низу (перевідників, центра торів, амортизатора, обважених бурильних труб, розширювачів та іншого) внаслідок:
- несправності та зриву по різі;
- несправності по зварному шву;
- несправності по тілу труби;
- несправності ведучої труби та елементів компонування низу; — розгвинчування і падіння частини бурильної колони.

До прихоплень бурильного інструменту та обсадних колон відносяться не передбачувана втрата рухомості при прикладені до неї максимально допустимих навантажень внаслідок:
- перепаду тиску між свердловиною та пластом;
- заклинювання колони під час її руху в свердловині;
- заклинювання колони по сторонніми предметами;
- відсутності належної промивки.

До аварій із долотами належать залишення в свердловині долота, бурильної головки або їх елементів та частин.
До аварій із обсадними колонами відносяться аварії із колонами, які спускаються або вже спущені, елементами обсадних колон або їх частинами:
- роз'єднання колон по різьбовим з'єднанням;
- обрив по зварному шву;
- зминання або розрив по тілу труби;
- падінням колони або її частини;
- пошкодження колони під час розбурювання цементної пробки, кільця-стоп, зворотного клапана і направляючої пробки.

До аварій через неякісне цементування належать:
- прихоплення затвердівши цементом колони бурильних труб, на яких спускалася обсадна колона або «хвостовик»;
- відмова в роботі та несправності вузлів підвіски секцій обсадної колони, які порушують нормальний процес кріплення і подальшого поглиблення свердловини;
- оголення башмака або недопідйом цементу, якщо потрібно проводити роботи по усуненню порушень.

До аварій із вибійними двигунами відносяться залишення в свердловині вибійного двигуна або його вузлів в свердловині внаслідок пошкоджень або роз'єднання з бурильною колоною.
До падіння в свердловину сторонніх предметів належать падіння в свердловину вкладишів ротора, роторних клинів ведучої труби та клинового захоплювача, елементів обв'язки гирла свердловини, ключів, кувалд та інших ручних інструментів, з допомогою яких велися роботи на гирлі свердловини.
До інших аварій належать аварії під час промислово-геофізичних робіт (прихоплення і залишення в свердловині каротажного кабелю, різних приладів, обважнювачів, шаблонів, торпед та інших пристроїв, які використовуються для дослідження свердловин та допоміжних робіт в ній. Сюди належать також аварії 1 та 2 категорій.
Всі аварії повинні розслідуватися протягом 72 годин з моменту їх виникнення. Комісією складається акт розслідування, де вказуються причини, винуватці аварії та заходи з попередження подібних аварій.
Аварії реєструються у спеціальному журналі. Витрати часу та коштів на ліквідацію аварій обраховуються окремо і вказуються у статистичній звітності.
По кожній аварії необхідно провести заходи по її ліквідації в короткі терміни. Для цього складається план робіт у яких вказується відповідальні виконавці. Якщо аварія не ліквідована протягом 10 діб, то подальша ліквідація аварії план робіт з ліквідації аварії погоджується вищою інстанцією.
Крім звичайних аварій в бурінні виділяють аварії першої і другої категорії, які розслідуються спеціальними комісіями з участю Дертехнагляду.
Аварії І категорії: це відкриті нафтові і газові фонтани; вибухи і пожежі резервуарних парків, компресорних і насосних станцій підземних сховищ газу, які привели до руйнування або знищення об'єкту; вибухи і пожежі на нафтогазопереробних заводах, які викликали зупинку підприємства, цеха та необхідність проведення відновлювальних робіт.
Аварії II категорії це падіння або руйнування вишок, морських основ в процесі експлуатації, будівництва та переміщення; падіння елементів талевої системи (кронблока, талевого блока, крюка); вибухи і пожежі на бурових об'єктах, групових нафтогазозбірних пунктах, компресорних і насосних станціях, які привели до виходу із ладу обладнання, необхідності капітального ремонту його і зупинки об'єкту; вибухи, пожежі і загоряння на нафтогазопереробних заводах, які викликали припинення роботи установки (дільниці) і вимагають заміни або капітального ремонту окремих будов, машин, агрегатів, апаратів, місткостей, трубопроводів и товарних резервуарів.

## Загальні причини аварій і способи боротьби з ними
Аварії наносять значні збитки виробництву. На ліквідацію аварій витрачається від 3 до 10 %, а іноді і більше часу будівництва свердловин. Аварії можуть призвести до людських жертв, екологічних забруднень навколишнього середовища і надр.
Аварії бувають з вини виконавців робіт і з незалежних від виконавців робіт причин. Більшість аварій стається з вини виконавців робіт. Значна кількість аварій відбувається внаслідок недосконалості технології буріння та використовуваного обладнання.
Для забезпечення низької аварійності необхідно вибудувати досконалу систему з попередження аварій.
Стан аварійності оцінюється за загальною кількістю аварій, кількістю аварій на 1000 м проходки, загальними витратами часу на ліквідацію аварій, питомими витратами часу на ліквідацію аварій у загальних витратах часу на буріння свердловин у %, тяжкістю аварії — витратами часу на ліквідацію однієї аварії у годинах.
Заходи з попередження аварійності в бурінні повинні починатись на стадії проектування і проводитись при виконанні всіх операцій з будівництва свердловини. У цьому процесі повинні брати участь працівники всіх виробничих ланок від керівників підприємств до робітників.
Основною умовою уникнення аварій є використання сучасної, надійної техніки і технологій, постійне відстеження стану свердловини і технологічного обладнання.
У процесі буріння необхідно ретельно фіксувати поведінку свердловини, місця затяжок при підйомі, посадок при спуску долота, місця вібрацій, газонафтопроявів, поглинань, підвищеного спрацювання доліт, інтервали викривлення свердловини. На основі промислової інформації про перебіг процесу буріння, необхідно вибирати оптимальні (раціональні) параметри промивальної рідини з метою попередження обвалів стінок свердловини і попередження поглинань та нафтогазопроявів, уточнювати конструкцію свердловини. В інтервалах вібрації бурильної колони необхідно використовувати наддолотні амортизатори, в інтервалах підвищеного спрацювання доліт — відповідний гірським породам тип доліт, в інтервалах викривлення свердловин використовувати спеціальні КНБК, що попереджують викривлення стовбура свердловини, у свердловинах з похило-скерованим стовбуром (ПСС) проектувати оптимальні профілі буріння свердловин.
Важливе значення має ретельне розслідування аварій. При розс-лідуванні аварії необхідно встановити причину аварії, виконавців робіт та їх кваліфікацію, зафіксувати на якій глибині та в якому стратиграфічному підрозділі виникла аварія, час доби виникнення аварії, хід робіт перед аварією, тип обладнання та інструмент, що використовувались під час роботи та якість промивальної рідини. Необхідно зробити точні обміри аварійного елементу та його ескізи, визначити глибину свердловини на якій знаходиться аварійний інструмент.
На основі проведеного розслідування необхідно розробити заходи з попередження виникнення подібних аварій і довести їх до всіх виконавців робіт, а також включити їх до регламентів проведення відповідних робіт. Потрібно регулярно проводити навчання персоналу. При розробці заходів з попередження аварій, слід надавати перевагу вдосконаленню техніки і технології. Також розроблені заходи не повинні ускладнювати працю виконавців робіт.
Аналіз аварій необхідно проводити за значні періоди, оскільки при цьому можна виявити також приховані причини аварій.
Одним з прикладів зниження аварійності в бурінні може бути застосування цільних ведучих труб замість збірної їх конструкції на трикутних різьбах, які часто виходять з ладу. Деякий час для попере-дження поломок збірних ведучих труб проводили їх заміну на нові через кожні 400—800 годин роботи, але аварійність з трубами й надалі продовжувалась. Пізніше, для захисту різьб від втомних навантажень, почали впроваджувати різьби зі стабілізуючими поясками, різьби трапецієвидного профілю, нагвинчування різьб у гарячому стані. Але всі ці заходи повністю проблему не вирішили. Цю проблему вдалося вирішити шляхом впровадження цільних ведучих труб із високоміцних сталей, які мають робочий ресурс до 25000 — 30000 годин. Із такими ведучими трубами аварії відбуваються дуже рідко. Також у два рази скоротились поломки обважених бурильних труб після переходу на труби з високоміцних сталей замість сталі групи Д.
Щоб запобігти прихоплення бурильної колони у відкритому стовбурі свердловини, необхідно підтримувати її рух та циркуляцію промивальної рідини. Встановлені норми на час простою інструменту без руху при роботі на застарілому обладнанні виконати важко, особливо за відсутності належної технологічної дисципліни у буровій бригаді. Для суттєвого зниження аварійності від прихоплень бурильного інструменту потрібно застосовувати системи верхнього приводу, які дозволяють підтримувати рух бурильної колони.
Важливими засобами для попередження аварій є навчання й інформованість персоналу про стан свердловини та контроль виробничого процесу. Персонал бурової бригади має вчасно інформувати керівників бригади про ускладнення і неполадки з обладнанням. Керівники бригади повинні контролювати дії бурового персоналу, аналізувати процес буріння свердловини за записами індикаторної діаграми та показниками контрольно-вимірних приладів, а також записами у вахтовому журналі. Виявлені недоліки необхідно усувати, за необхідності для цього залучати відповідні ресурси бурового підприємства.
Іноді аварії відбуваються під час перезмінки вахт, коли знижується увага і контроль за процесом буріння. У цьому випадку доцільним є заміна вахт у два етапи двома частинами (перший після проходження половини робочого часу вахти, другий у кінці роботи вахти). При цьому частина вахти працює у звичайному режимі і веде конт-роль за технологічним процесом, що забезпечує безперервний конт-роль за свердловиною при перезмінці вахт.
Затрати часу на ліквідацію аварій залежать від правильності і вчасності прийнятих рішень з вибору способу її ліквідації і стану свердловини. Оптимальний спосіб ліквідації аварії можна вибрати при якісному її розслідуванні, визначенні причини аварії та стану сверд-ловини. Наприклад, при падінні у свердловину бурильної колони, або її елементів це дає змогу правильно вибрати ловильний інструмент. Важливо, також, визначити глибину знаходження окремих елементів аварійної бурильної колони та стан свердловини.
Важливо не допускати ускладнення аварії. Ускладнення під час ліквідації аварій, як правило, мають місце в ускладнених свердлови-нах. Ліквідація аварії ускладнюється рядом чинників: осипанням сті-нок свердловини, втратою циркуляції промивальної рідини, прихоп-ленням ловильного інструменту, не доходженням ловильного інструменту до заданої глибини, поглинаннями промивальної рідини та нафтогазопроявими. Ловильні роботи як в необсадженому так і в обсадженому стовбурі свердловини необхідно вести із використанням якісної промивальної рідини.
Інструмент, що спускається у свердловину, повинен мати пас-порт, бути ретельно обміряним за його ескізом. За своєю конфігурацією такі інструменти повинні вільно проходити вверх по свердловині, тобто мати відповідні скоси в місцях зміни діаметра свердловини. Необхідно, також, передбачити способи виловлювання елементу бурильної колони при аварійному залишенні його у свердловині.

## Профілактика аварійності
Профілактика аварійності має ключове значення для безпеки робіт.
Найбільш дієвими профілактичними заходами є:
- удосконалення конструкції свердловин на стадії проектування;
- використання сучасного надійного бурового та геофізичного обладнання;
- застосування ефективних систем контролю стану свердловини;
- регулярна перевірка та атестація персоналу;
- впровадження стандартів технологічної дисципліни та оперативного реагування на сигнали небезпеки.

Аналіз аварій має проводитися за тривалий період, що дозволяє виявити тенденції, повторювані сценарії та приховані фактори ризику. Для цього застосовуються як статистичні методи обліку, так і експертні оцінки фахівців. Підвищення культури безпеки, розвиток систем автоматичного контролю та навчання персоналу є фундаментальними умовами мінімізації аварійності.